# Divizia Națională 1998-1999
Divizia Națională 1998-1999 a fost a șaptea ediție a Diviziei Naționale de la obținerea independenței. Liga s-a jucat în sistem playoff, cu un sezon de toamnă, jucat tur-retur, iar în sezonul de primăvară primele 5 clasate din toamnă au jucat pentru a stabili campioana, iar ultimele 5 clasate pentru evitarea retrogradării. La această ediție numărul de cluburi participante a fost de 10.

## Mișcarea echipelor în sezonul 1997-1998
La finalul sezonului precedent au retrogradat direct 5 cluburi Locomotiva, CSA Victoria Cahul, FC Dinamo Bender, Stimold MIF Chișinău și Speranța Nisporeni, iar Sheriff Tiraspol a obținut promovarea directă.
În urma playoffului FC Agro-Goliador Chișinău a reușit să se menținerea în prima ligă învingând la general cu 9-1 pe Energhetic Dubăsari.

## Sezonul de toamnă
| Locul | Clubul                    | M  | V  | E | î  | GM | GP | Pct | Note                 |
| ----- | ------------------------- | -- | -- | - | -- | -- | -- | --- | -------------------- |
| 1     | FC Zimbru Chișinău        | 18 | 14 | 3 | 1  | 31 | 4  | 45  | Playoff campionat    |
| 2     | Constructorul Chișinău    | 18 | 10 | 4 | 4  | 20 | 9  | 34  | Playoff campionat    |
| 3     | CS Tiligul-Tiras Tiraspol | 18 | 9  | 4 | 5  | 22 | 19 | 31  | Playoff campionat    |
| 4     | FC Sheriff Tiraspol       | 18 | 7  | 7 | 4  | 30 | 17 | 28  | Playoff campionat    |
| 5     | FC Olimpia Bălți          | 18 | 7  | 6 | 5  | 13 | 10 | 27  | Playoff campionat    |
| 6     | FC Agro Chișinău          | 18 | 4  | 6 | 8  | 13 | 24 | 18  | Playoff retrogradare |
| 7     | Moldova Gaz Chișinău      | 18 | 5  | 3 | 10 | 15 | 29 | 18  | Playoff retrogradare |
| 8     | FC Nistru Otaci‡          | 18 | 5  | 4 | 9  | 17 | 18 | 18  | Playoff retrogradare |
| 9     | Roma Bălți                | 18 | 5  | 1 | 12 | 11 | 25 | 16  | Playoff retrogradare |
| 10    | FC Unisport Chișinău      | 18 | 3  | 4 | 11 | 12 | 29 | 13  | Playoff retrogradare |

## Sezonul de primăvară

### Playoff campionat
| Locul | Clubul                    | M  | V  | E  | î  | GM | GP | Pct | Note |
| ----- | ------------------------- | -- | -- | -- | -- | -- | -- | --- | ---- |
| 1     | FC Zimbru Chișinău        | 26 | 18 | 7  | 1  | 43 | 9  | 61  |      |
| 2     | Constructorul Chișinău    | 26 | 15 | 6  | 5  | 30 | 13 | 51  |      |
| 3     | CS Tiligul-Tiras Tiraspol | 26 | 11 | 6  | 9  | 26 | 27 | 39  |      |
| 4     | FC Sheriff Tiraspol       | 26 | 9  | 10 | 7  | 39 | 24 | 37  |      |
| 5     | FC Olimpia Bălți          | 26 | 7  | 9  | 10 | 14 | 22 | 30  |      |

### Playoff retrogradare
| Locul | Clubul               | M  | V | E | î  | GM | GP | Pct | Note                        |
| ----- | -------------------- | -- | - | - | -- | -- | -- | --- | --------------------------- |
| 6     | Moldova Gaz Chișinău | 24 | 9 | 4 | 11 | 24 | 33 | 31  |                             |
| 7     | Roma Bălți           | 24 | 6 | 5 | 13 | 17 | 27 | 23  |                             |
| 8     | FC Agro Chișinău     | 24 | 4 | 9 | 11 | 15 | 31 | 21  |                             |
| 9     | FC Unisport Chișinău | 24 | 5 | 6 | 13 | 16 | 37 | 21  | Baraj                       |
| 10    | FC Nistru Otaci‡     | 18 | 5 | 4 | 9  | 17 | 18 | 18  | Retrogradată în Divizia "A" |

- ‡ - Nistru Otaci a fost exclusă din campionat în etapa a XVII, după două neprezentări. De asemenea a fost penalizată cu 1 punct pentru cele două neprezentări ale echipei de juniori în campionatul de juniori.

## Baraj promovare
Barajul de promovare nu s-a mai disputat după ce Migdal Carahasani s-a retras, astfel Unisport Chișinău și-a păstrat locul în prima divizie.

## Golgheteri
| Poz. | Jucător             | Club                   | Goals |
| ---- | ------------------- | ---------------------- | ----- |
| 1    | Serghei Rogaciov    | Sheriff Tiraspol       | 21    |
| 2    | Vladislav Gavriliuc | Zimbru Chișinău        | 10    |
| 3    | Vladimir Pustovit   | Moldova Gaz Chișinău   | 7     |
| 4    | Constantin Culic    | Zimbru Chișinău        | 6     |
| 4    | Vladimir Dovghii    | Constructorul Chișinău | 6     |
| 4    | Alexandru Popovici  | Tiligul Tiraspol       | 6     |